# Carlos Timoteo Griguol
Carlos Timoteo Griguol (Las Palmas, Córdoba, 1936. szeptember 4. – Buenos Aires, 2021. május 6.) válogatott argentin labdarúgó, középpályás, edző.

## Pályafutása

### Klubcsapatban
1957 és 1965 között a CA Atlanta, 1966 és 1969 között a Rosario Central labdarúgója volt.

### A válogatottban
1959 és 1963 között 12 alkalommal szerepelt az argentin válogatottban. Három Copa América-tornán vett részt. 1959-ben Argentínában arany-, Ecuadorban ezüst-, majd 1963-ban bronzérmes lett a csapattal.

### Edzőként
1971 és 1978 között három alkalommal volt a Rosario Central vezetőedzője. Közben 1975-ben a mexikói Estudiantes Tecos csapatánál tevékenykedett. 1979-ben a Kimberley, 1979 és 1987 között a Ferro Carril Oeste, 1987–88-ban a River Plate, majd ismét a Ferro Carril Oeste szakmai munkáját irányította. 1994 és 2004 között három időszakban volt a Gimnasia y Esgrima La Plata vezetőedzője. 1999–00-ben a spanyol Real Betis, 2002-ben az Unión de Santa Fe csapatainál dolgozott.
A Rosario Centrallal egy, a Ferro Carril Oeste csapatával kettő argentin bajnoki címet szerzett. 1987-ben a River Plate együttesével megnyerte a Coppa Interamericana 1986-os kiírását.

## Sikerei, díjai

### Játékosként
Argentína
- Copa América
  - győztes: 1959, Argentína
  - 2.: 1959, Ecuador
  - 3.: 1963

### Edzőként
Rosario Central
- Argentin bajnokság
  - bajnok: 1973

 Ferro Carril Oeste
- Argentin bajnokság
  - bajnok (2): 1982, 1984

 River Plate
- Coppa Interamericana
  - bajnok: 1986